# Felix Bidembach der Jüngere
Felix Bidembach der Jüngere (* 1604 in Stuttgart; † 1672; auch Felix Bidenbach der Jüngere) war ein deutscher lutherischer Theologe.

## Leben
Felix Bidembach d. J., geboren 1604 als Sohn Felix Bidembach d. Ä., wurde, nachdem er an der Universität Tübingen studiert hatte und von dieser entlassen wurde, zum Baccalaureus promoviert, und 1629 zum Magister. Anschließend studierte er an der Universität Straßburg, wo er seit 1633 als Defendent tätig war, Theologie, war seit 1636 Pfarrer an der St.-Leonhard-Kirche zu Stuttgart und wurde ein Jahr darauf sowohl zum Stiftsprediger als auch zum Konsistorial- sowie zum Kirchenrat ernannt. von 1639 bis 1641 war er auch Dekan sowie Stadtprediger in Böblingen und dann seit 1660 als Abt am Kloster Adelberg tätig. Diese Funktion übte er bis zu seinem Tode 1672 aus. Bidembach hatte mit Jesuiten zusammengearbeitet und sich – erfolglos – um den Erhalt des Doktorgrades bemüht.
Felix Bidembach war in Konflikte verworren, die das Ansehen der Familie beschädigten. Schon auf der Universität hielt er sich nicht an die Hausordnung. Seine Mutter setzte sich für ihn ein, in dem sie mit der Verwandtschaft mit der geschätzten Familie Brenz argumentierte. Dennoch wurde Bidembach der Universität verwiesen. Auch seine Zusammenarbeit mit den Jesuiten erwies sich als schlecht.

## Werke
- Disputatio theologica de Justificatione hominis coram deo […] sub praesidio Dn. Joannis Georgii Dorschei, sacrosanctae Theologiae Doctoris, ejusdem Professoris Publici […]. Publice & solemniter defendet M. Felix Bydembach Stutgardia Wirtemb. (Straßburg 1633)